# Ермезінда II (графиня Люксембургу)
Ермезінда II (нім. Ermesinde II.; 1186 — 12 лютого 1247) — графиня Люксембургу у 1197—1247 роках.

## Життєпис
Походила з Намюрського дому. Єдина дитина Генріха IV, графа Люксембургу і Намюра, та Агнеси Гельдернської. Народилася 1186 року. Оскільки у батьків тривалий час не було дітей, то Генріх IV склав заповіт, за яким його небіж Бодуен V, граф Ено, отримував би всі володіння. Після народження вирішив передати свої землі доньці Ермезінді, яку 1187 року заручив з Генріхом II, графом Шампані. Натомість Бодуен V де Ено подав скаргу до імператора Фрідріха I Гогенштауфена, який змусив Генріха IV 1188 року знову оголосити Бодуена V спадкоємцем. Після цього той у 1189 році захопив графство Намюр. 1190 року Генріх IV остаточно поступився небожеві Намюром, але зберіг інші володіння. Дитинство провела в Труа, при шампанському дворі.
1196 року після смерті батька Ермезінда успадкувала лише графства Ла Рош-ан-Арденн та Дарбюї, оскільки графство Люксембург конфіскував імператор Генріх VI Гогенштауфен, який передав його братові Оттону I. Водночас її наречений Генріх Шампанський розірвав заручини, оскільки збирався у хрестовий похід.
1197 року Ермезінда вийшла заміж за Теобальда I, графа Бара, який зміг домовитися з Оттоном I Гогенштауфеном щодо передачі подружжю графства Люксембург з огляду на складнощі Гогенштауфена в пфальцграфстві Бургундському. Слідом за цим намагався також зайняти Намюр, що на той час отримав статус маркграфства, проте невдало. За Дінанською угодою 1199 року Теобільд I від імені дружини відмовився від прав на Намюр.
1214 року після смерті чоловіка вийшла заміж за Валерана Лімбурзького. Подружжя протягом 1214—1217 років намагалося відібрати у Філіппа II, маркграфа Намюрського, родинні володіння Намюрського дому, проте марно. Чоловік Ермезінди 1221 року успадкував герцогство Лімбург і графство Арлон. Невдовзі після цього знову відновив претензії на Намюр, але знову без успіху. За Другим Дінанським договором 1223 року Ермезінда II і Валеран III зреклися прав на Намюр.
1226 року після смерті чоловіка стала повновладно керувати Люксембургом. У цьому їй допомагав Валеран II, сеньйор Моншау. Трималася мирних стосунків з сусідами. Домоглася, що Люксембург став суцільним територіальним утворенням, що простягався на захід до Дурбюї та Ла-Рош-ан-Арденна. У внутрішній політиці впровадила французькі адміністративні правила (насамперед впровадила посаду прево для керування на місцях), сприяла розвитку господарства, впровадила французьку мову в якості офіційної. Надала права вільностей містам Ехтернаху і Люксембургу у 1236 і 1244 роках відповідно.
Померла 1247 року. Поховано в цистерціанському абатстві Кляйрфонтайн в Арлоні. Володіння успадкував син Генріх V.

## Родина
1. Чоловік — Теобальд I, граф Барський.
Діти:
- Рено (д/н— 1211/1214)
- Генріх (д/н— 1211/1214)
- Єлизавета (д/н—1262), дружина Валерана II, сеньйора Моншау
- Маргарита (д/н—1270), дружина: 1) Гуго III, графа Водемон; 2) Генріха де Дампьер-ан-Астенуа, сеньйора Бюї

2. Чоловік — Валеран III, герцог Лімбургу
Діти:
- Катерина (1215—1255), дружина Матьє II, герцога Лотарингії
- Генріх (1216—1271), граф Люксембургу, граф Арлона, маркграф Намюра
- Жерар (1223—1276), граф Дарбюі